# Liste der denkmalgeschützten Objekte in Petrovice u Sušice
Grundlage dieser Liste der denkmalgeschützten Objekte in Petrovice u Sušice ist die ÚSKP-Liste (Ústřední seznam kulturních památek České republiky, deutsch Zentrale Liste der Kulturdenkmäler der Tschechischen Republik), die von der tschechischen Denkmalschutzbehörde NPÚ (Národní památkový ústav, deutsch Nationale Denkmalbehörde) seit 1987 geführt wird und an die seit dem Jahr 1850 geschaffenen Listen anschließt.

## Denkmalgeschützte Objekte nach Ortsteilen

### Petrovice u Sušice
| Lage                                                            | Objekt                             | Beschreibung | ÚSKP-Nr.                  | Bild           |
| --------------------------------------------------------------- | ---------------------------------- | --- | ------------------------- | -------------- |
| Petrovice bei Sušice, Petrovice u Sušice 21 (Standort)          | Getreidespeicher Nr. 21            | Zweigeschossiger gemauerter Getreidespeicher mit Satteldach, ohne moderne Umbauten im Originalzustand erhalten. | 12996/4-4904 Info Katalog | BW             |
| Petrovice u Sušice, südlicher Teil des Ortes (Standort)         | Kirche der Heiligen Peter und Paul | Eine einschiffige Kirche mit einem quadratischen Kirchenschiff und einem Presbyterium sowie einem Turm. Frühgotische Kirche von komplizierter und noch nicht ganz klarer Entwicklung, wahrscheinlich ab Mitte des 13. Jahrhunderts, weiter gotisch umgebaut, mit weiteren barocken und pseudogotischen Umbauten. | 28485/4-3223 Info Katalog | weitere Bilder |
| Petrovice u Sušice, Petrovice u Sušice 19 (Standort)            | Wassermühle                        | Mehrstöckiger Backsteinbau der Mühle mit pittoresken Barockgiebeln, gemauerter Scheune und Auffahrt. Ein Beispiel eines spätbarocken Wirtschaftsgebäudes vom Anfang des 19. Jahrhunderts. | 46548/4-3224 Info Katalog | Wassermühle    |
| Petrovice u Sušice, Petrovice u Sušice 16, Dorfplatz (Standort) | Pfarrhaus                          | Zweigeschossiger Backsteinbau des Pfarrhauses mit Fachwerkkonstruktionen im ersten Stock. Ursprünglich ein mittelalterliches Gebäude mit erhaltenem Barockstil. Im Hof innerhalb der Umfassungsmauer eine gemauerte Scheune.                                                                                     | 50834/4-5232 Info Katalog | Pfarrhaus      |

### Žikov
| Lage                      | Objekt        | Beschreibung | ÚSKP-Nr.                  | Bild |
| ------------------------- | ------------- | --- | ------------------------- | ---- |
| Žikov, Žikov 1 (Standort) | Schloss Žikov | Ein Beispiel für ein Barockschloss mit einem Bauernhof und einem Park auf den Überresten einer ehemaligen Festung. | 38072/4-3415 Info Katalog | BW   |

### Částkov
| Lage                                     | Objekt       | Beschreibung                                                                                            | ÚSKP-Nr.                  | Bild         |
| ---------------------------------------- | ------------ | --- | ------------------------- | ------------ |
| Částkov, Částkov 7, Dorfplatz (Standort) | Gehöft Nr. 7 | Ein Beispiel für ein Bauernhaus mit einem äußerst wertvollen Getreidespeicher mit gewölbten Wohnräumen. | 35668/4-3414 Info Katalog | Gehöft Nr. 7 |

### Jiřičná
| Lage                                     | Objekt                       | Beschreibung                                                                  | ÚSKP-Nr.                  | Bild           |
| ---------------------------------------- | ---------------------------- | ----------------------------------------------------------------------------- | ------------------------- | -------------- |
| Jiřičná, auf dem Hügel Hrnčíř (Standort) | Schloss unterhalb von Hrnčíř | Überreste einer kleinen und wahrscheinlich nur kurze Zeit existierenden Burg. | 32917/4-4079 Info Katalog | weitere Bilder |

### Rovná
| Lage                          | Objekt       | Beschreibung | ÚSKP-Nr.                  | Bild |
| ----------------------------- | ------------ | --- | ------------------------- | ---- |
| Rovná, Rovná Nr. 1 (Standort) | Gehöft Nr. 1 | Gehöft mit Fachwerkhaus auf einem Steinfundament, einem Brettergiebel mit einer Veranda und einer Glocke oben auf dem Dach, Scheune. Berglandhaus aus dem 19. Jahrhundert. | 18018/4-3281 Info Katalog | BW   |

### Svojšice
| Lage                             | Objekt                              | Beschreibung | ÚSKP-Nr.                  | Bild           |
| -------------------------------- | ----------------------------------- | --- | ------------------------- | -------------- |
| Svojšice, Svojšice 11 (Standort) | Festung                             | Spätgotische Festung aus der zweiten Hälfte des 15. Jahrhunderts mit Freskenresten. Zeugnis einer mittelalterlichen ländlichen Festung, die Ende des 18. Jahrhunderts durch ein jüngeres Herrenhaus ergänzt wurde.                                                                                          | 47128/4-3412 Info Katalog | weitere Bilder |
| Svojšice, Svojšice 15 (Standort) | Gehöft Nr. 15                       | Gehöft aus der ersten Hälfte des 19. Jahrhunderts mit einem Fachwerkhaus mit Backsteinbau, einem separaten Backsteinspeicher, einem gewölbten Eingangstor und einem Zaun. Übergangstyp zwischen dem südböhmischen Blatský-Gut und der Böhmerwald-Volksarchitektur.                                          | 13506/4-3413 Info Katalog | Gehöft Nr. 15  |
| Svojšice (Standort)              | Kirche des Hl. Johannes des Täufers | Ursprünglich eine frühgotische Friedhofskirche aus der zweiten Hälfte des 13. Jahrhunderts, die Anfang des 18. Jahrhunderts im Barockstil umgebaut wurde, wobei einige ursprüngliche Elemente und Strukturen erhalten blieben. Auf dem Gelände befinden sich eine Friedhofsmauer und ein Metallgedenkkreuz. | 27456/4-3411 Info Katalog | weitere Bilder |